# Juggernaut (gruppo musicale)
I Juggernaut furono un gruppo Hardcore punk attivo in Italia. Formatisi nel 1982 a Firenze, si sciolsero nel 1985. Il gruppo fece parte della scena toscana del Granducato Hardcore a cui appartenevano band come Cheetah Chrome Motherfuckers, I Refuse It!, Wardogs, Dements, Auf'schlag e più in generale della scena hardcore italiana con gruppi come Declino, Cani, Indigesti, Negazione e Stigmathe.

## Storia del gruppo
I Juggernaut nascono a Firenze nel 1982 dall'incontro di Mark Cesare, Vincent A. e Gian Marco V. Il loro primo concerto si svolse nello stesso anno al Last White Christmas, festival tenutosi nella chiesa sconsacrata di San Zeno di Pisa che radunava gran parte del cosiddetto Granducato Hardcore, assieme ad altri gruppi della scena italiana. La loro prima cassetta autoprodotta è del 1983 e reca il titolo omonimo come avviene anche per il loro primo album "JUGGERNAUT" registrato a Bari sempre del 1985.
Nel 1984 partecipano a Goot from the Boot, compilation su vinile  edito dalla Spittle Records ed a Last White Christmas, I, compilation di hardcore punk italiano su cassetta prodotta dalla tape label statunitense Bad Compilation Tapes.
La loro attività prosegue fino al 1988 con numerose partecipazioni a compilation di hardcore e con un'intensa attività live in tutta Italia.
Nel 1990 la Anthology e la Flowers Of Grain Records di Roberto Schiavo pubblicano un album raccolta di loro brani dal titolo A Hard-Core Story.

## Componenti
- Vincent A. (Vincenzo Alterini): Basso, Voce
- Mark C. (Marco Cesare): Chitarra, voce
- Gian Marco V. (Gian Marco Vezzani): Batteria, voce.

## Produzioni

### Album in studio
- 1983 - Juggernaut (Cassetta, autoproduzione)
- 1986 - Juggernaut (LP album, Spittle Records)
- 1990 - A Hard-Core Story (LP, Anthology, Flowers Of Grain Records)

### Compilation
- 1984 - Goot from the Boot - con i brani Gun Gadin, A Minute Of Hate e Everything From Near (LP, Spittle Records - ristampe: 2xCD 2006 Spittle Records, LP 2007 Gonna Puke)
- 1984 - Last White Christmas, I - con i brani Convact, Tomorrow, Xoo2, Inquisitor e Xoo3 (Cassetta C60, Bad Compilation Tapes)
- 1984 - Senza Tregua - con i brani Conv. Act, Tomorrow, Ulster 77, The Inquisitor, Juggernaut, Land Speed e Inflow Sister  (Cassetta, Ribelli Uniti Records - ristampa 2002, Enterruption, BC Tapes & Records, Schizophrenic Records, Ponk-111)
- 1986 - Sursaut N°1 - con il brano To Die Hating Them (Cassetta, Destroy International)
- 1987 - Spittle Compilation - con il brano Ulster 77 (LP compilation, Spittle Records)
- 2006 - Urla Dal Granducato Vol. 2 - con 10 brani (12", Area Pirata)